# Chronisch-venöse Insuffizienz
Die chronisch-venöse Insuffizienz (CVI), auch chronisch venöses Stauungssyndrom, chronische Veneninsuffizienz genannt, beruht auf einer Mikrozirkulationsstörung der Gefäße infolge einer venösen Abflussbehinderung. Folge sind zum Teil schwere Venen- und Hautveränderungen bis hin zu chronischen Wunden. Das Risiko, an einer chronisch-venösen Insuffizienz zu leiden, steigt mit Alter, Adipositas, einer Anamnese mit Venenentzündungen, tiefer Venenthrombose und schwerem Beintrauma. Grundkrankheiten, die eine chronisch-venöse Insuffizienz verursachen können, sind Krampfadern (Varikosen, sowohl Stammvarikosen als auch Perforansvarikosen), Phlebothrombosen (CVI als postthrombotisches Spätsyndrom), arterio-venöse Fisteln und venöse Angiodysplasien (angeborene Defekte der Venenklappen).

## Epidemiologie
In den USA sollen 6 bis 7 Millionen Patienten von der chronisch-venösen Insuffizienz betroffen sein. Der Anteil der Menschen, die in Deutschland von einer CVI betroffen sind, die sich bereits in äußerlichen Symptomen, wie Dermatoliposklerose, Ekzemen oder Atrophie blanche äußert, wurde in der in den Jahren 2000 bis 2003 durchgeführten Bonner Venenstudie auf etwa 3 % der Gesamtbevölkerung veranschlagt, genauer 3,1 % Männer und 2,7 % Frauen. Dieser Anteil lag in der Tübinger Venenstudie aus dem Jahr 1979 noch deutlich höher, nämlich bei 13 %. Die erheblichste Folgeerkrankung der CVI ist das Ulcus cruris venosum, im Volksmund auch „offenes Bein“ genannt. Es handelt sich um eine schwer heilende Chronische Wunde, die sich am Innenknöchel befindet, wo die Venen verlaufen. Ein bestehendes oder bereits verheiltes Ulcus cruris venosum wurde in der Bonner Venenstudie bei etwa 0,7 % der Menschen mit CVI aufgefunden.
Auslöser für eine CVI sind:
- Postthrombotisches Syndrom: Das Postthrombotische Syndrom (PTS) ist die Folge einer Thrombose in den tiefen Beinvenen, die zu einer Rekanalisierung des Blutflusses führt. Diese geht wiederum mit einer Beschädigung der Gefäßwände einher, da der Blutpfropfen, der im Laufe der Zeit durchlässig wird, mit den Wänden der Venen verwächst. Das schwammartige Gewebe schädigt zudem die Venenklappen, die ihre Rückstauventilfunktion nun nicht mehr wahrnehmen können. In der Folge bildet sich eine CVI aus.[2]
- Varikose: Unterscheidet sich in primäre und sekundär Varikose, wobei die Entstehung der ersteren nicht geklärt und erblich bedingt ist. Krampfadern infolge einer sekundären Varikose entwickeln sich durch eine Phlebothrombose. Auf der Haut erscheinen betroffene Gefäße oft „perlenschnurartig“, da die Venen auf Höhe der nunmehr zerstörten Venenklappen in regelmäßigen Abständen leicht verengt sind.[3]
- Gefäßfehlbildung

In welchem Umfang für den Einzelnen tatsächlich ein Risiko besteht, im Verlauf der Erkrankung letztlich eine venös bedingte Ulzeration am Unterschenkel zu entwickeln, ist bisher nicht genau definiert. Während die Bonner Venenstudie (2003) auf ein relativ geringes Risiko von unter 1 % hindeutet, sprechen andere Quelle davon, das bis zu 2 % der von CVI betroffenen Patienten im Laufe ihres Lebens ein Ulcus cruris venosum ausbilden.

## Pathophysiologie
Der Begriff chronische venöse Insuffizienz wurde erstmals im Jahr 1957 beschrieben und als Gesamtheit der klinisch nachweisbaren Veränderungen von Haut und Unterhautgewebe infolge einer chronischen Venenerkrankung definiert. Das gesunde Venensystem gewährleistet innerhalb der Beine durch Zusammenspiel verschiedener Abläufe und Effekte den Rückfluss des durch die Arterien herbei transportierten Blutes – häufig entgegen der Schwerkraft. Wesentliche Mechanismen hierbei sind, neben dem Effekt der Atemmuskulatur, die Arbeit der Muskelpumpen in der Wadenmuskulatur und die Pumpwirkung der sich bewegenden Sprunggelenke beim Abrollen der Füße. Die hierdurch erzeugte alternierende Pump- und Sogwirkung hebt das Blut durch die tiefen Venen das Bein hinauf in Richtung des Herzens, wobei die Venenklappen, die die Venen wie Schotte abdichten können, als Rückstau-Ventile wirken. Gleichzeitig läuft das Blut aus den oberflächlichen Perforansvenen in das tiefe Venensystem, wodurch sich der venöse Druck verringert. Am Beginn der Erkrankung steht die Veränderung der Venenwände, die an Integrität und Elastizität verlieren. Als begünstigende Faktoren für diese Veränderungen gelten:
- Schwangerschaft
- Erbliche Vorbelastung
- Stehende berufliche Tätigkeit
- erhöhtes Lebensalter

In der Folge dehnen sich die Venen aus, ihr Durchmesser nimmt zu und die Venenklappen, die sich in regelmäßigen Abständen an der inneren Venenwand befinden, verlieren ihre Ventilfunktion, durch die sie bei gesunden Venen den Blutrückfluss verhindern. Nun nimmt der venöse Druck zu und es kommt zu einer venösen Hypertonie, die den Rückstrom des Blutes aus allen Bereichen des Beinvenensystems behindert – bis hin zu den kleinen Kapillaren. Aus deren Schlingen dringt infolge der Stauung, neben Erythrozyten und Eiweißen, vor allem Flüssigkeit in den Zellzwischenraum, das sogenannte Interstitium. In einem begrenzten Rahmen reagiert zunächst das Lymphsystem auf den Ausfall des Venensystems und transportiert diese interstitielle Flüssigkeit ab, ist aber bei zunehmender Menge rasch überfordert. Die nun beständig ansteigende Einlagerung der Flüssigkeit im Zellzwischenraum drückt die Zellen auseinander, erschwert deren Versorgung sowie den Abtransport von Abfallstoffen und lässt die Gliedmaße anschwellen, so dass ein Ödem entsteht.

### Folgen
Bei dauerhaft erhöhtem venösen Druck entstehen Veränderungen, die die Kapillarwände betreffen.
Dazu gehören eine Verbreiterung und Verlängerung des Kapillarbetts, erhöhte Endotheloberfläche, erhöhte Einlagerung von Kollagen IV in die Basalmembran und perikapilläre Einlagerung von Fibrin. Die Zusammenwirkung von erhöhtem venösen Druck und abnormen Kapillaren mit erhöhter Permeabilität führen zu einem Ausschwemmen von Wasser, großen Proteinen und roten Blutzellen in den Extrazellularraum. Das sich ansammelnde Fibrin scheint auch weniger einfach gelöst werden zu können. Gleichzeitig kommt es zu einem verminderten Gasaustausch, also einer kutanen Hypoxie. Dies führt unter anderem zu einer Leukozytenaktivierung. Das Zusammenspiel dieser pathologischen Bedingungen führt zu lokaler Gewebeproliferation, Entzündungsvorgängen und Kapillarthrombosen.

### Subjektive Symptomatik
Patienten empfinden ein zunehmendes Schweregefühl in den Beinen und erleiden häufiger Wadenkrämpfe. Hinzu kommen Missempfindungen, wie Kribbeln oder Juckreiz und ein allgemeines Unruhegefühl. Die Ausprägung und das Auftreten solcher Symptome hat erheblichen Einfluss auf die Lebensqualität der Betroffenen. Sie werden daher im Rahmen der Anamnese erfasst und im Verlauf des Versorgungsprozesses beobachtet und fortlaufend bewertet.

## Gradeinteilung
Die chronische venöse Insuffizienz wird klinisch in Grade unterteilt. Insbesondere im deutschsprachigen Raum verbreitet ist die Einteilung der CVI in drei Grade nach Widmer und der Modifikation nach Marshall und Wüstenberg (u. a.) Diese Widmer Klassifikation betrachtet vorrangig die sichtbaren und tastbaren Hautveränderungen. Die Klassifikation geht auf die Arbeit des Schweizer Mediziners Leo Karl Widmer zurück, der seine Erkenntnisse zur Varikose im Jahr 1981 in der sogenannten „Baseler Studie“ publizierte.

### Widmer Klassifikation
- Grad I: Reversible Ödeme, Corona phlebectatica (dunkelblaue Hautvenenveränderungen am med. und lat. Fußrand), perimalleoläre Kölbchenvenen
- Grad II: persistierende Ödeme unterschiedlicher Genese, Hämosiderose und Purpura jaune d’ocre – ockerfarbene Verfärbungen der Haut infolge der Einlagerung wasser-unlöslicher Eisen-Eiweiß-Verbindungen im Unterschenkelbereich, Dermatosklerosen und Lipodermatosklerose, Atrophie blanche, Stauungsekzem, zyanotische Hautfarbe.
- Grad IIIa: Abgeheiltes Ulcus cruris (Ulkusnarbe)
- Grad IIIb: stark entwickeltes (florides) Ulcus cruris

Diese Gradeinteilung der CVI bezieht nicht die krankhaften Veränderungen des intravasealen Blutflusses mit ein und gilt inzwischen als problematisch und überholt. Die Widmer Klassifikation sollte daher keine Anwendung mehr finden. Die sogenannte CEAP-Klassifikation des in den 90er Jahren gegründeten American Venous Forum zielt im Gegensatz dazu auf ein umfassendes System der Bewertung von Erkrankungen des Venensystems ab und wird auch für die Gradeinteilung der CVI empfohlen.

### CEAP-Klassifikation
Die ab Mitte der 90er Jahre stetig weiterentwickelte Klassifikation der venösen Erkrankungen nach klinischen Zeichen (clinical signs), Krankheitsursache (etiology), anatomischen Anzeichen (anatomy) sowie dem pathophysiologischen Befund (pathophysiology) wird als CEAP-Klassifikation bezeichnet.
| C – Sicht- und tastbar (clinical signs) | C – Sicht- und tastbar (clinical signs)                          |
| --------------------------------------- | ---------------------------------------------------------------- |
| C0                                      | Keine sichtbaren oder tastbaren Zeichen einer venösen Erkrankung |
| C1                                      | Retikuläre Varizen oder Besenreiser                              |
| C2                                      | Varizen                                                          |
| C3                                      | Ödem                                                             |
| C4                                      | Hautveränderungen, bsp. Dermatoliposklerose, Atrophie blanche    |
| C5                                      | abgeheiltes Ulcus cruris venosum                                 |
| C6                                      | bestehendes Ulcus cruris venosum                                 |
| E – Ätiologische Einteilung (etiology)  |                                                                  |
| Ec                                      | angeboren                                                        |
| Ep                                      | unbekannte Ursache                                               |
| Es                                      | bekannte Ursache, z. B. postthrombotisch oder Verletzung         |
| En                                      | unbestimmte venöse Ursache                                       |
| A – Anatomische Lage (anatomy)          |                                                                  |
| As                                      | oberflächlich, Defekt im suprafaszialen Venensystem              |
| Ad                                      | tief, Defekt im subfaszialen Venensystem                         |
| Ap                                      | defekte Perforansvenen                                           |
| An                                      | nicht venös zu verorten                                          |
| P – Pathophysiologie (pathophysiology)  |                                                                  |
| Po                                      | Obstruktion                                                      |
| Pr                                      | Reflux                                                           |
| Po, r                                   | Obstruktion und Reflux                                           |
| Pn                                      | keine venöse Pathophysiologie erkannt                            |

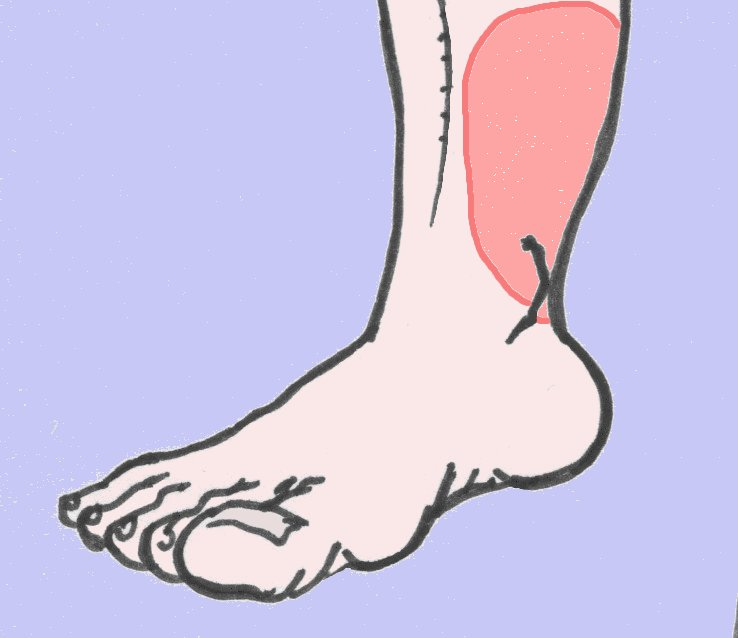
Typische Lokalisation des Ulcus cruris venosum

Die Stadien der Ebene C können weiterführend spezifiziert werden. Etabliert sind die Stadien C2r (Rezidivvarizen), C4a (Hyperpigmentierung, Ekzem), C4b (Dermatoliposklerose, Atrophie blanche), C4c (Corona phlebectatica) und C6r (Rezidivulkus).

## Diagnostik
Meistens reichen die beschriebenen Hautveränderungen schon zur Diagnose aus. Dennoch ist es in manchen Fällen wichtig, eine weiterreichende Diagnostik durchzuführen, um die Ätiologie und eventuell das weitere Vorgehen zu bestimmen. Aszendierende Pressphlebographie war hier zwar Goldstandard, aber invasiv und teuer. Also nutzt man meist die Duplexsonographie. Durch die B-Bild Sonographie lassen sich Veränderungen der Venenwand und umgebender Strukturen nachweisen, durch den Doppler veränderte Strömungsverhältnisse. Um auch eine arterielle Gefäßkrankheit ausschließen zu können, da sich dann die Kompressionsbehandlung ausschließen würde, sollte man auch den ABI (ankle-brachial Index) bestimmen. Wichtig zur Diagnosestellung ist außerdem, dass man die Zeichen einer CVI kennt. Das wären zum einen Corona phlebectatica (Blaufärbungen an der Betroffenen Stelle) und Atrophie Blanche (Weissfärbungen an der betroffenen Stelle). Außerdem gibt es eine Pigmentverschiebung, das heißt, die betroffene Extremität weist Flecken auf, die Pigmentflecken ähneln.

## Therapie

### Symptomatisch
- Hochlagern der Beine für 30 Minuten 4- bis 5-mal pro Tag reduziert bereits deutlich die Ödemneigung und verbessert die Mikrozirkulation. Allein reicht dies natürlich nur in ganz leichten Stadien aus, und für beschäftigte Menschen ist es wahrscheinlich schwierig, mehrmals am Tag die Beine hochzulagern.
- Manuelle Lymphdrainage
- Kompressionstherapie: Die Kompressionstherapie erfolgt im deutschsprachigen Raum in der Regel zunächst mit Kurzzugbinden, die zur Erstellung von Kompressionsbandagierungen, beispielsweise in der Pütter-Technik, genutzt werden, bis das Ödem entstaut ist. Weitere Therapieoptionen stellen Adaptive Kompressionsbandagen oder Einmal-Bindensysteme, so genannte „Mehrkomponentensysteme“, dar. Wenn die Entstauung des Ödems erzielt wurde, wird die Versorgung auf Kompressionsstrümpfe umgestellt, die meist vom Patienten selbst angelegt oder mit Hilfe seiner Angehörigen angezogen werden können.[13] Die Kompressionstherapie ist ein wichtiger Bestandteil der Therapie der Chronisch-venösen Insuffizienz. Die Kompressionsbandagierungen, bei Therapiefortschritt die Kompressionsstrümpfe, üben Druck auf die Beinvenen aus. Dadurch wird deren Querschnitt verringert und der Rückstrom des Blutes beschleunigt. Zudem stellt diese Therapieform die Funktionsfähigkeit noch nicht vollständig zerstörter Venenklappen wieder her.[14] Kompressionstherapie soll die kutane Hämodynamik verbessern, die Geschwindigkeit des Blutflusses in den tiefen Venen, den lymphatischen Fluss und den venösen Druck verringern. Sie soll sogar die Fibrinolyse steigern und somit der Gefäßsklerose entgegenwirken. Sie vermindert das Auftreten von Ödemen und Ulzerationen. Meist reicht Klasse II aus (~ 30 mmHg Knöcheldruck). Bei Patienten mit massiver Adipositas und Ödemen können Kompressionsstrümpfe ineffektiv sein. Hier nutzt man z. B. pneumatische Kompressionspumpen. Kontraindikationen sind: AVK mit Knöcheldruck <80 mmHg, dekompensierte Herzinsuffizienz und instabile Angina pectoris. Entscheidend für den Therapieerfolg ist die Eigenbewegung des Patienten, da Kompression die Arbeit der Wadenmuskelpumpe und der Sprunggelenkpumpe nur unterstützen, nicht ersetzen kann.[15]
- Geeignete Wundauflagen zur Versorgung einer möglicherweise im verlängerten Krankheitsverlauf sich ausbildenden chronischen Wunde. So eine im Volksmund oftmals „offenes Bein“ genannte Schädigung wird medizinisch als Ulcus cruris venosum bezeichnet.
- Medikamentöse Therapie: Zur Therapie werden Cumarin (α-Benzopyrone), Flavonoide (γ-Benzopyrone), Rosskastanienextrakte (Saponoside) sowie Acetylsalicylsäure und Pentoxifyllin eingesetzt.

### Invasiv
Unter Umständen müssen zugrunde liegende Erkrankungen wie eine Varikosis entsprechend interventionell oder operativ behandelt werden.